# Thelodontiformes
Coelolepidiformes
Ordre
Familles de rang inférieur
Synonymes
†Coelolepidiformes Berg, 1937
Les Thelodontiformes sont un ordre fossile de poissons sans mâchoires du Silurien et du Dévonien.

## Classification
L'ordre des Thelodontiformes est décrit en 1932 par le paléontologue norvégien Johan Aschehoug Kiær (d) (1869-1931).

### Synonymes
Selon Paleobiology Database en 2024, cet ordre des Thelodontiformes a un synonyme :
- †Coelolepidiformes Berg 1937

### Fossiles
Selon Paleobiology Database en 2024, le nombre de collections de fossiles référencées est de onze.
Ces collections datent du Llandovery du Silurien au Frasnien du Dévonien, c'est à dire sont datées de 443,4 à 372,2 Ma avant notre ère.

### Répartition
Ces collections de fossiles viennent d'Australie (quatre collections du Dévonien) et celles du Silurien viennent du Canada (quatre collections des Territoires du Nord-Ouest et du Nunavut), de l'estonie, et du Royaume-Uni (une collection).

## Description
En raison de la rareté des fossiles intacts, d'autant plus que certaines familles sont entièrement connues à partir de fossiles d'écailles, la taxonomie des thélodontes est basée principalement sur la morphologie des écailles. Une évaluation récente de la taxonomie des thélodontes par Wilson et Märss en 2009 fusionne les ordres Loganelliiformes, Katoporiida et Shieliiformes en Thelodontiformes, place les familles Lanarkiidae et Nikoliviidae dans Furcacaudiformes (en raison de la morphologie des écailles) et établit les Archipelepidiformes comme l'ordre le plus basal.

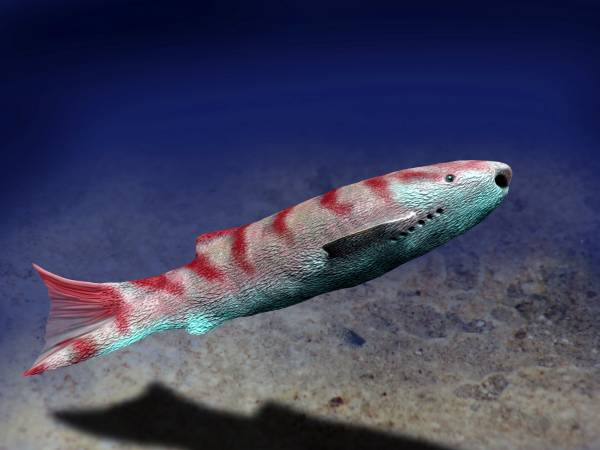
Reconstitution de Phlebolepis elegans

## Familles et genres
- † Coelolepidae
- † Eestilepididae
- † Helenolepididae
- † Longodidae
- † Palaeodontidae
- † Phlebolepididae
- † Shieliidae
- † Talivaliidae
- † Turiniidae
- Genres sans placement dans une famille : † Katoporodus – † Kawalepsis

### Publication originale
- [1932] (en) Johan Aschehoug Kiær, « New coelolepids from the Upper Silurian on Oesel (Esthonia) », Eesti Loodusteaduse Arhiiv, 1re série, vol. 10,‎ 1932, p. 167-176.